# Hyles giganteomaculata
Hyles giganteomaculata är en fjärilsart som beskrevs av Gehlen. 1930. Hyles giganteomaculata ingår i släktet Hyles och familjen svärmare. Inga underarter finns listade i Catalogue of Life.